# 鈴木達治
鈴木 達治（すずき たつじ、1871年10月24日（明治4年9月11日） - 1961年（昭和36年）8月29日）は、日本の化学者・教育者。愛媛県出身。号は煙洲。横浜高等工業学校（現・横浜国立大学）の初代校長として「三無主義教育」を実践したことで知られる。

## 生涯
現在の愛媛県四国中央市下柏町に5人きょうだい（4男1女）の長男（上に姉あり）として生まれる。鈴木家は農家であったが、家族の他に下人が3人いる自作地主であった。
今の四国中央市立松柏小学校と漢学塾に通い、小学校卒業後は母校で教員の手伝いを務めていたところ、校長に同志社で英語を学ぶよう勧められる。1885年8月に京都に移り、8月の入学試験を受けたが不合格となる。そのまま京都にとどまり、1886年1月から同志社予備校に入学後、9月に同志社英学校に無試験（予備校在籍者はその資格があった）で入学する。当時の同志社英学校の修了年限は5年で、鈴木も5年で卒業する考えだったが、在学中に設立された波理須理化学校（同志社大学大学院理工学研究科・理工学部の淵源）に、英学校4年修了時の1890年9月に1期生として入学する。3年在学し、卒業論文「安知母尼ノ定量」を提出して1893年7月に卒業した。同志社時代には校長の新島襄と歴史教員の浮田和民から影響を受け、浮田は独自の試験方法（くじ引きで生徒に試験問題を選ばせて一人一人口頭試問する）を実施して、試験に苦痛を感じさせなかったと述べている。
波理須理科学校（1892年改称）を卒業後、いったん帰郷したが、熊本県の九州私学校からの招きで1893年11月から教員として勤務する。しかし、翌年日清戦争が勃発すると校長の蔵原惟郭が「授業停止と生徒の義勇兵志願」を提案、授業継続を主張した鈴木は辞表も出さずに事実上退職した。同じ熊本にある第五高等学校の化学主任教授に会って相談した結果、1895年1月より嘱託教員、同年春からは化学教室助手として勤務した。在勤中の同年5月、文部省の第8回教員検定試験を東京で受験して合格する。この際、受験会場（帝国大学）で出会った検定委員の桜井錠二に優秀な回答内容から帝国大学入学を勧められ（無試験で入れる選科の前提）、鈴木は選科ではなく本科への入学のため、受験に必要な高等学校学力検定試験に1896年に合格、1897年7月に東京帝国大学理科大学（1897年に京都帝国大学設立に伴い、東京帝国大学に改称）への入学を許可された。
東京帝国大学では桜井と池田菊苗（当時は助教授）の指導を受ける。1900年7月に東京帝大を卒業。卒業時は島根県立浜田中学校の教員に赴任する話が来ていたが、第五高等学校時代の校長で第二高等学校校長となっていた中川元から、同校の講師として招聘するという手紙を受け取り、第二高等学校に赴任する。当初は講師で、1901年2月に教授となった。
1905年8月から広島高等師範学校に転任する。これは実業界入りが日露戦争のために困難となって教職に生きる決断をし、大学の予備教育より教員を育てる師範学校を志望したことによる。しかし広島高等師範学校は厳しい管理教育の校風で鈴木を失望させ、生徒の要望に協力して運動会を実現させたものの、その煽動者の疑いで学校側の事情聴取を受けたりもした。
1908年8月から東京高等工業学校（現・東京工業大学）教授となる。東京高等工業学校転任に先立ち、1908年7月から文部省の命によりイギリスとアメリカ合衆国へ留学、1911年5月に帰国した（つまり海外渡航中に勤務先が変更となった）。東京高等工業学校への転任と留学は桜井からの招きによるもので、実業界への志望のあった鈴木は喜んで応じた。初の実業教育となった東京高等工業学校では校長の手島精一から多大な影響を受ける。
1920年（大正9年）、手島の推薦を受けて横浜高等工業学校の初代校長に就任する。三無主義教育（無試験、無採点、無賞罰）を実施した。これは「詰込み主義、知識偏重教育、試験万能主義」に対する批判であり、自発的な学習こそ意味があるという持論に基づくものであった。1928年（昭和3年）からは入学試験も無試験制とした。「無採点主義」は試験を実施しないことにとどまらず、卒業時の席次をつけない（鈴木は席次・成績を付けて就職先に学生を紹介することを、製造品に正札を付ける「もの」扱いだと批判した）ことにも及んだ。「無賞罰」は、優秀者への表彰等を「賄賂教育」、不祥事を起こしたへの退学・停学を「失敗教育」とする観点によるもので、鈴木が校長を務めた間に停学・退学者は極めて少なく、思想関係で検挙された学生にも釈放後即日登校を認めた。鈴木自身はこうした教育方針を「名教自然」という造語で呼んだ。また鈴木は職業教育を、単なる技術習得や知識の獲得だけではなく、人格養成や教養を与える一般教育を伴うべきと考え、当時の形式的道徳主義と実用偏重の職業教育を批判した。
一方で鈴木は尊皇主義者でもあり、教育勅語は受け入れつつも、御真影の設置や儀式での拝賀式をおこなわず、自由主義教育と併存させた。1935年（昭和10年）1月19日、開学から15年という節目と65歳（数え年）という年齢を理由に文部省に辞表を提出、2月13日に正式に校長を退任した。
鈴木の退任から2年後の1937年、当時の横浜高等工業学校校内に鈴木を記念した名教自然碑（「名教自然の碑」とも）が建立された。横浜国立大学工学部（現・横浜国立大学理工学部）への移行後、キャンパスの移転（保土ケ谷区常盤台）に伴い移設されている。

## 年譜
出典は小野（2008年）。
- 1871年10月24日（旧暦9月11日） - 現在の愛媛県四国中央市に誕生。実家は砂糖農家。
- 1878年 - この頃小学校に入学。校長の助教2人の学校だった。ちなみにこの小学校は、今の四国中央市立松柏小学校である。
- 1884年 - この頃小学校中等科を卒業する。漢学塾に入るが半年でやめる。
- 1885年 - 同志社英学校受験に失敗。
- 1886年
  - 1月 - 同志社英学予備科に入学。
  - 9月 - 同志社英学校普通科に入学。
- 1890年 - 同志社英学校4年卒業。波理須理化学校に入学。
- 1893年 - 波理須理科学校卒業。卒論は「アンチモンの定量」。
- 1893年11月 - 大江村九州私学校で物理、化学、地理、地文学を教える。月給25円。
- 1984年9月 - 九州私学校を退職。
- 1895年1月 - 第五高等学校英語科の嘱託教員となる。
- 1987年9月 - 東京帝大化学科入学。入学生5人。
- 1900年
  - 7月 - 東京帝大卒業。卒業生3人。
  - 9月 - 仙台医学専門学校講師となる。給料800円。
- 1901年2月 - 第二高等学校教授となる（仙台医専と兼任）。
- 1902年6月 - 仙台医専免官。第二高等学校教授。
- 1904年1月 - 給料1000円。
- 1905年8月 - 広島高等師範学校教授となる。
- 1908年
  - 6月 - 文部省より英・米・独留学を命じられる。ドイツハノーバー工業高校留学。
  - 8月 - 留学生の身分のまま東京高等工業学校教授となる。
- 1911年5月 - 日本に帰国。
- 1920年1月 - 横浜高等工業学校校長となる。給料3000円。
- 1921年
  - 2月 - 神奈川県立商工実習学校校長事務取扱を兼務。
  - 10月 - 無試験無採点について初めて公表する。
- 1923年3月 - 第1回卒業式で「無償主義」の話をする。
- 1927年
  - 12月 - 文政審議委員会委員となる。
  - （月不明） - 入学者選抜を無試験で行い、中学の成績と口頭試問で入学させた。
- 1930年10月 －『自由教育十年』刊行。
- 1933年 - 口頭試問と筆記試験のどちらかを選択する制度に改変。
- 1935年1月 - 数えで65歳になったため、校長の辞表を提出する。横浜工業高校名誉教授となる。
- 1942年年末 - 「（太平洋戦争）必勝懇談会」を結成。
- 1961年8月29日、死去。墓所は横浜市日野公園墓地。

## 親族
- 鈴木礼作（父）
- 左右田棟一（弟、礼作の3男）